# Joe Gans
Joe Gans, właśc. Joseph Gant (ur. 25 listopada 1874 w Baltimore, zm. 10 sierpnia 1910 tamże) – amerykański bokser, zawodowy mistrz świata kategorii lekkiej, uznawany za jednego z najwybitniejszych pięściarzy tej kategorii w historii.
Był pierwszym Afroamerykaninem, który zdobył pas zawodowego mistrza świata w boksie. Był znany ze znakomitej techniki i przemyślanego sposobu walki. Obdarzony doskonałym wyczuciem dystansu, unikał ciosów przeciwnika i z powodzeniem kontratakował.
Pierwsze walki zawodowe Gans stoczył w 1891. W 1895 i 1897 dwukrotnie zremisował z Youngiem Griffo. Po odniesieniu serii zwycięstw ze znanymi przeciwnikami, które spowodowały, że był uważany za „czarnego” mistrza świata wagi lekkiej, zmierzył się w walce o uniwersalny tytuł 23 marca 1900 w Nowym Jorku z posiadaczem mistrzowskiego pasa Frankiem Erne. Przegrał w 12. rundzie  wskutek kontuzji oka, która uniemożliwiała mu dalszą walkę. W tym samym roku Gans m.in. pokonał Younga Griffo przez techniczny nokaut w 8. rundzie i przegrał przez nokaut w 2. rundzie z Terrym McGovernem.
12 maja 1902 w Fort Erie w Kanadzie Gans znokautował Franka Erne już w 1. rundzie i został  nowym mistrzem świata w wadze lekkiej. Wielokrotnie bronił zdobytego tytułu, przy czym dokładne ustalenie, stawką których walk było mistrzostwo świata, jest trudne, ponieważ nie było w tym czasie organizacji zarządzającej prawami do tytułu mistrza świata. Poniżej znajduje się wykaz skutecznych walk Gansa w obronie mistrzostwa:
| Data                      | Miejsce       | Oponent                  | Wynik                           | Źródło |
| ------------------------- | ------------- | ------------------------ | ------------------------------- | ------ |
| 27 czerwca 1902(dts)      | San Francisco | George „Elbows” McFadden | techniczny nokaut w 3. rundzie  | [ 5 ]  |
| 24 lipca 1902(dts)        | Oakland       | Rufe Turner              | nokaut w 15. rundzie            | [ 6 ]  |
| 13 października 1902(dts) | Fort Erie     | Kid McPartland           | nokaut w 5. rundzie             | [ 7 ]  |
| 14 listopada 1902(dts)    | Baltimore     | Charley Sieger           | techniczny nokaut w 14. rundzie | [ 8 ]  |
| 1 stycznia 1903(dts)      | New Britain   | Gus Gardner              | dyskwalifikacja w 11. rundzie   | [ 9 ]  |
| 11 marca 1903(dts)        | Hot Springs   | Steve Crosby             | techniczny nokaut w 11. rundzie | [ 10 ] |
| 12 stycznia 1904(dts)     | Detroit       | Willie Fitzgerald        | wygrana na punkty               | [ 11 ] |
| 31 października 1904(dts) | San Francisco | Jimmy Britt              | dyskwalifikacja w 5. rundzie    | [ 12 ] |
| 23 lipca 1906(dts)        | Seattle       | Dave Holly               | wygrana na punkty               | [ 13 ] |
| 3 września 1906(dts)      | Goldfield     | Battling Nelson          | dyskwalifikacja w 42. rundzie   | [ 14 ] |
| 1 stycznia 1907(dts)      | Tonopah       | Kid Herman               | nokaut w 8. rundzie             | [ 15 ] |
| 9 września 1907(dts)      | San Francisco | Jimmy Britt              | techniczny nokaut w 6. rundzie  | [ 16 ] |
| 27 września 1907(dts)     | Los Angeles   | George Memsic            | wygrana na punkty               | [ 17 ] |
| 14 maja 1908(dts)         | San Francisco | Rudy Unholz              | techniczny nokaut w 11. rundzie | [ 18 ] |

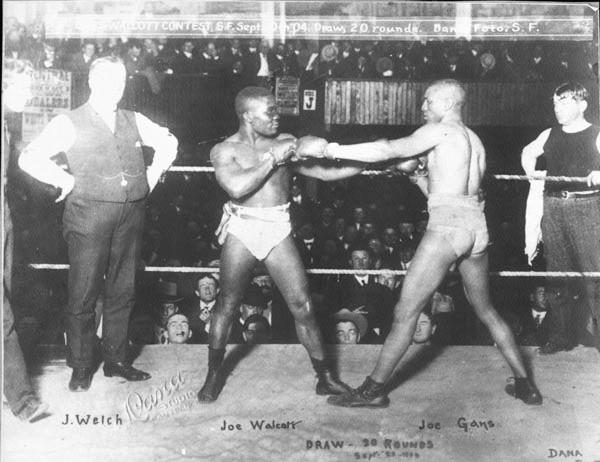
Joe Walcott (z lewej strony) i Gans w 1904

Na szczególną wzmiankę zasługuje walka Gansa z Battlingiem Nelsonem z Danii, który był uważany wówczas za najwybitniejszego białego boksera w wadze lekkiej. Promotorem tego pojedynku był Tex Rickard. 3 września 1906 Gans dominował w walce, mając dwukrotnie Nelsona na deskach. W 33. rundzie Gans złamał prawą rękę, ale kontynuował pojedynek. Nelson nie widział na lewe oko i obficie krwawił, gdy w 42. rundzie celowo uderzył Gansa poniżej pasa i został zdyskwalifikowany. Był to najdłuższy pojedynek o tytuł mistrza świata w historii walk według Queensberry Rules.

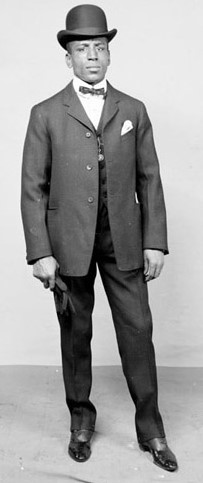
Joe Gans

Oprócz walk w obronie pasa mistrza świata w wadze lekkiej Gans stoczył w tych latach wiele innych pojedynków z cięższymi od siebie przeciwnikami. 8 grudnia 1903 w Bostonie pokonał go Sam Langford. 30 września 1904 w San Francisco Gans zremisował z mistrzem świata w wadze półśredniej Joe Walcottem; nie jest jasne, czy tytuł w wadze półśredniej był stawką tego pojedynku. 19 maja 1905 zremisował z Mikiem „Twin” Sullivanem, a 19 stycznia 1906 w San Francisco znokautował go w 15. rundzie odbierając mu tytuł mistrza świata w wadze półśredniej. Wygrał z nim również w kolejnej walce 17 marca tego roku. Nie bronił jednak tytułu w wadze półśredniej, koncentrując się na utrzymaniu pasa w wadze lekkiej. 15 czerwca 1906 stoczył walkę no decision z Harrym Lewisem.
4 lipca 1908 w Colma Gans stracił tytuł mistrza świata w wadze lekkiej, gdy Battling Nelson znokautował go w 17. rundzie. W tym czasie Gans odczuwał już skutki gruźlicy. Nelson wygrał również w kolejnej walce przez nokaut w 21. rundzie. Potem Gans stoczył tylko jedną walkę w 1909 i zmarł w następnym roku na gruźlicę.
Joe Gans został wybrany podczas pierwszej elekcji w 1990 do Międzynarodowej Bokserskiej Galerii Sławy.